# 坦珀利
坦珀利（Temperley）是阿根廷的城市，位於該國東部，由布宜諾斯艾利斯省負責管轄，始建於1870年10月16日，面積15.9平方公里，海拔高度20米，2001年人口111,160。

## 外部連結
- （西班牙文） Temperley web（页面存档备份，存于）
- （西班牙文） Temperley's Comercial Guide
- （西班牙文） Club Atlético Temperley